# Бельковцы
Бе́льковцы (укр. Більківці) — село на Украине, основано в 1609 году, находится в Коростышевском районе Житомирской области.
Население по переписи 2001 года составляет 1056 человек. Почтовый индекс — 12521. Телефонный код — 4130. Занимает площадь 3,404 км².

## Достопримечательности
- Могила Героя Советского Союза Николая Воронцова и Героя Советского Союза Базара Ринчино.

## Адрес местного совета
12521, Житомирская область, Коростышевский р-н, с.Бельковцы

## Известные уроженцы, жители
- В селе родился Кальниченко, Стефан Артемьевич (1914-1993) — советский военный деятель, генерал-майор, участник Великой Отечественной войны.